# Iwan Alexejewitsch Demidow (Pokerspieler)
Iwan Alexejewitsch Demidow (russisch Иван Алексеевич Демидов; englische Transkription Ivan Demidov; * 27. Juni 1981 in Moskau) ist ein russischer professioneller Pokerspieler. Er trägt den Spitznamen The Mad Russian.

## Persönliches
Demidow schloss 2004 ein Mathematikstudium an der Lomonossow-Universität in seiner Geburtsstadt ab.

## Pokerkarriere
Demidow spielte das Echtzeit-Strategiespiel StarCraft und kam 2004, nach Abschluss seines Studiums, zum Poker. Seine erste Geldplatzierung bei einem Live-Turnier erzielte er Mitte Oktober 2006 in Moskau. Im Juli 2008 erreichte er beim Main Event der World Series of Poker (WSOP) im Rio All-Suite Hotel and Casino am Las Vegas Strip den Finaltisch, der im November 2008 ausgespielt wurde. Dort belegte er hinter Peter Eastgate den zweiten Platz und gewann ein Preisgeld in Höhe von rund 5,8 Millionen US-Dollar. Im Vorfeld des Finaltischs hatte Demidow Anfang Oktober 2008 beim Main Event der WSOP Europe in London ebenfalls den Finaltisch erreicht und wurde dort Dritter für umgerechnet mehr als 600.000 US-Dollar. Seitdem blieben größere Turniererfolge aus.
Insgesamt hat sich Demidow mit Poker bei Live-Turnieren knapp 7 Millionen US-Dollar erspielt. Er war unter dem Nickname Ivan Demidov bis Ende 2015 Teil des Team PokerStars.